# Chorągiew tatarska Michała Antonowicza

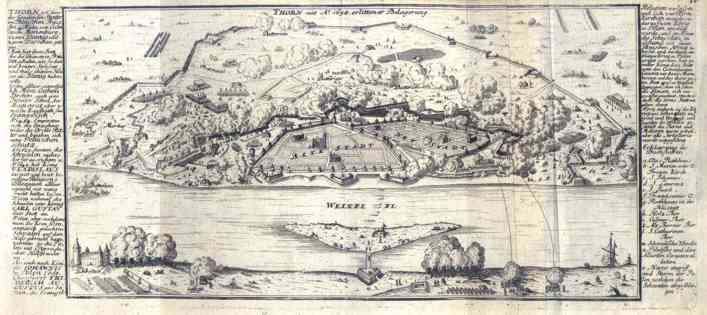
Mapa oblężenia Torunia w 1658.

Chorągiew tatarska Michała Antonowicza - chorągiew tatarska jazdy koronnej II połowy XVII wieku.
Rotmistrzem chorągwi był Michał Antonowicz.
Jej żołnierze brali udział w działaniach zbrojnych wojny polsko-szwedzkiej 1655–1660 (znanej bardziej jako potop szwedzki), m.in. w oblężeniu Torunia w 1658.
Wchodziła w skład pułku królewskiego w liczbie 88 koni.